# Myこれ! クションSAY'S BEST
『Myこれ! クションSAY'S BEST』（まいこれ!くしょん セイズ）は、SAY'Sのベスト・アルバム。2002年8月21日に発売された。
発売元はポニーキャニオン。

## 概要
解散から8年立ち、ようやく自身初のベストアルバム。
シングル曲 3曲、カップリング曲 4曲、サントラ曲 2曲、ライブ音源 1曲、未発表曲 3曲、カバー曲 3曲をかき集めたベストアルバムである。

## 収録曲
1. 曇りのち晴れ
2. STARDUSTに乗って
3. WE ARE THE CHAMP 〜THE NAME OF THE GAME〜
4. HAPPY ROAD
5. Mr.PANCAKE
6. クレヨンで描いたタイムマシン
7. にんにん忍たま音頭
8. RUN RUN 乱太郎
9. サヨナラと言えなくて
10. Love is Crazy
作詞/作曲：船越敬司、編曲：金山徹
  - 1993年発表曲
11. Kick The Earth
  - 1994年発表曲
12. SAY'Sメドレー 1
  1. Viva Las Vegas
作詞：DOC POMUS、訳:Nysh.Tz、作曲：MORT SHUMAN、編曲：水島康貴
  2. Turn Me Loose I'm Dr.Feel Good
作詞：Dan Hartman、訳:Nysh.Tz、作曲：Charie Midnight、編曲：水島康貴
  3. Living In America
作詞：Dan Hartman、訳:Nysh.Tz、作曲：Charie Midnight、編曲：水島康貴
  4. Round And Round
作詞：Joe Shapiro、訳:Nysh.Tz、作曲：Lou Stallman、編曲：水島康貴

  - 1994年発表曲
  - 表記は無いがアメリカンメドレーである
13. SAY'Sメドレー 2
  1. そろそろやっか
  2. BREAK THE LAW
  3. ほのかに甘くHOLIDAY

  - ビデオ「HAPPY ROAD SHOW！」からのライブ音源、表記は無いがジャニーズロックメドレーである
14. 気ままにWorkin'
作詞・作曲：歌川和彦
  - 1990年発表曲
  - 原曲:近藤真彦
15. 眠らない夜
作詞：船越敬司、MOTOMY、作曲/編曲：金山徹
  - 1992年発表曲
16. NEVER GIVE UP
訳詩：船越敬司、作詞/作曲：W.CREMONINI,A.GILARDI,C.VAROLA、編曲：金山徹
  - 1992年発表曲
  - 原曲:ジニー